# Rhinella bernardoi
Espèce
Rhinella bernardoi est une espèce d'amphibiens de la famille des Bufonidae.

## Répartition
Cette espèce est endémique de la province de San Juan en Argentine. Elle se rencontre dans les départements de Valle Fértil et de Caucete de 743 à 1 400 m d'altitude.

## Étymologie
Cette espèce est nommée en l'honneur de Bernardo de la Iglesia Sanabria.

## Publication originale
- Sanabria, Quiroga, Arias & Cortez, 2010 : A new species of Rhinella (Anura: Bufonidae) from Ischigualasto Provincial Park, San Juan, Argentina. Zootaxa, no 2396, p. 50-60.